# ×Dactyloglossum
×Dactyloglossum là một chi thực vật có hoa trong họ Lan.